# Granastyochus picticauda
Granastyochus picticauda là một loài bọ cánh cứng trong họ Cerambycidae.